# Bötesören
Bötesören är en ö i Finland. Den ligger i Finska viken och i kommunen Kyrkslätt i den ekonomiska regionen  Helsingfors i landskapet Nyland, i den södra delen av landet. Ön ligger omkring 28 kilometer sydväst om Helsingfors.
Öns area är 4,3 hektar och dess största längd är 340 meter i öst-västlig riktning. Ön höjer sig omkring 0 meter över havsytan.